# Kampung Bunga
Kampung Bunga is een bestuurslaag in het regentschap Indragiri Hulu van de provincie Riau, Indonesië. Kampung Bunga telt 480 inwoners (volkstelling 2010).